# Трамплін або вишка для стрибків
Трамплін або вишка для стрибків у воду, використовується для стрибків і являє собою дошку, яка сама по собі є пружиною, тобто лінійною гнучкою пружиною, консольного типу.

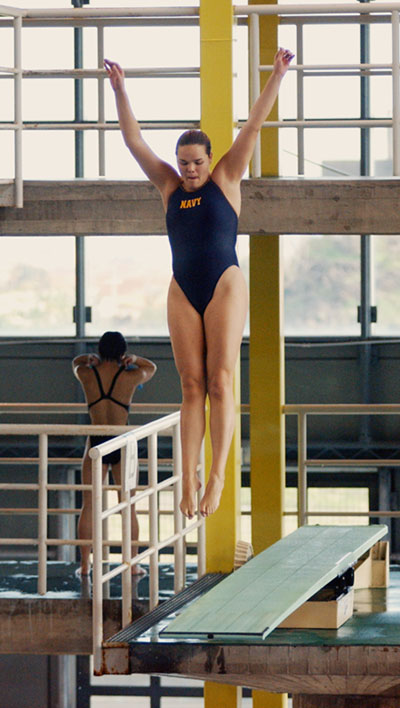
Стрибки з трампліну

Трампліни зазвичай закріплюються шарніром на одному кінці (тому їх можна відкинути, коли вони не використовуються), а інший кінець зазвичай висить над басейном, причому точка посередині між шарніром і кінцем спирається на регульовану точку опори.

## Матеріали для трампліна
Сучасні трампліни виготовляються з цільного екструзії авіаційного алюмінію. Maxiflex Model B, дошка, яка використовується у всіх основних змаганнях з дайвінгу , виготовлена з такого алюмінію та піддається термічній обробці до межі текучості 340 000 кПа (49 000 фунтів на квадратний дюйм). Стійка до ковзання поверхня плити створена за допомогою епоксидної смоли, обробленої ламінатом кремнезему та глинозему між верхніми шарами смоли. Ця смола термічного затвердіння забарвлена в ціановий колір, щоб відповідати воді чистого басейну.

## Регулювання постійної пружини

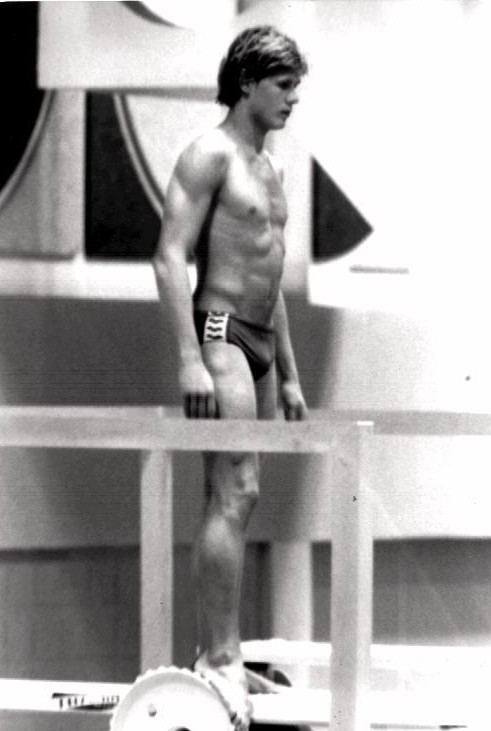
Регулювання точки опори ногою перед зануренням

Постійна пружина трампліну зазвичай регулюється за допомогою точки опори, яка розташована приблизно посередині уздовж трампліну. Трампліни зазвичай працюють у лінійному режимі, де вони приблизно підкоряються закону Гука. При навантаженні водолазом комбінація приблизно постійної маси водолаза та постійної жорсткості пружини (дошки) призводить до резонансної частоти, яка регулюється за допомогою постійної пружини (встановлюється положенням точки опори). Оскільки отримана система знаходиться в приблизно лінійному режимі, її можна досить точно змоделювати за допомогою диференціального рівняння другого порядку. Зазвичай резонансну частоту можна регулювати в діапазоні 2:1 або 3:1.

## Регулювання точки опори
Точка опори на дошках для змагань з стрибків у воду рухається в діапазоні 0,61 метра (24 дюйма) і встановлюється за допомогою ножного колеса діаметром приблизно 0,35 м (14 дюймів).Для посилення пружини (як би її затягування) ножне колесо зазвичай повертають проти годинникової стрілки. Комусь це може здатися інтуїтивним, оскільки зазвичай все затягується, повертаючи за годинниковою стрілкою. Однак, маючи невеликий досвід, люди розуміють, що точка опори рухається в напрямку нижньої частини стопи, коли вона поставлена на ножне колесо.
Примітка. Якщо стояти позаду або перед ручкою, а не прямо над нею, це забезпечить кращий важіль для переміщення точки опори. Це досягається, тримаючись за поручні, нахиляючи тіло на кілька градусів, а потім поміщаючи ногу якомога нижче на ручку. Таким чином можна зрушити навіть найважчу точку опори.

## Висоти трамплінів

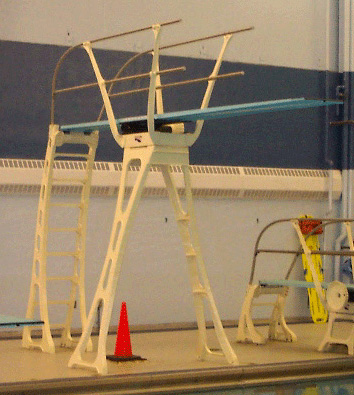
Трьохметровий трамплін та однометровий трамплін

Трампліни зазвичай розташовані на висоті 1,0 або 3,0 метра (3 фути 3 дюйми або 9 футів 10 дюймів) над поверхнею води. Дуже рідко один з них встановлюється на висоті, відмінній від цих двох стандартних висот.

### Історичні висоти трамплінів
Приблизно до 1960 року трампліни, зазвичай дерев'яні, розташовувалися на висоті 3 метри (приблизно 10 футів) або 6 метрів (приблизно 20 футів) над водою. Картина американського художника Нормана Роквелла під назвою «Хлопчик на високому зануренні» (1947) показує хлопчика (молодший син Роквелла, Пітер), який дивиться на типовий дерев'яний трамплін початку 20-го століття на висоті 20 футів.

## Домашні трампліни
Після інциденту у Вашингтоні в 1993 році більшість американських та інших будівельників басейнів неохоче оснащують житловий басейн трампліном для пірнання, тому домашні басейни для дайвінгу сьогодні зустрічаються набагато рідше. Під час інциденту 14-річний Шон Мені здійснив «самогубство» (тримаючись руками за боки, так що голова вдарилася першою об дно) у приватному плавальному басейні і отримав серйозні травми та став тетраплегіком. Адвокати родини Ян Ерік Петерсон і Фред Зедер успішно подали до суду на виробника дошок для стрибків, виробника басейну та Національного інституту спа та басейнів (NSPI) через неналежну глибину басейну.NSPI вказав мінімальну глибину 7 футів 6 дюймів (2,29 м), що виявилося недостатнім у наведеному вище випадку. Басейн, в який пірнув Мені, не був побудований за опублікованими стандартами. Стандарти змінилися після того, як власник будинку встановив дошку для стрибків на невідповідний басейн. Але суди визнали, що пул «був достатньо близький» до стандартів, щоб притягнути NSPI до відповідальності. Багатомільйонний позов був остаточно вирішений у 2001 році за 6,6 мільйонів доларів США (8 мільйонів доларів після додавання відсотків) на користь позивача.NSPI була визнана відповідальною та була фінансово напруженою через цю справу. Вона двічі подала заяву про захист від банкрутства за главою 11 і була успішно реорганізована в нову асоціацію промисловості басейнів.